# Shire of Mullewa
Shire of Mullewa was een Local Government Area (LGA) in de regio Mid West in West-Australië. Shire of Mullewa telde 950 inwoners. De hoofdplaats was Mullewa.

## Geschiedenis
Op 11 augustus 1911 werd het Mullewa Road District opgericht. Het veranderde op 23 juni 1961 van naam en werd de Shire of Mullewa. Op 12 mei 2011 werd het met de City of Geraldton-Greenough samengevoegd tot de City of Greater Geraldton.

## Plaatsen, dorpen en lokaliteiten
- Mullewa
- Pindar
- Tardun
- Tenindewa
- Wandanooka
- Wilroy
- Wongoondy
- Woolgorong

## Bevolkingsaantal
| Jaar | bevolkingsaantal |
| ---- | ---------------- |
| 1921 | 816              |
| 1933 | 1.622            |
| 1947 | 1.325            |
| 1954 | 1.657            |
| 1961 | 1.627            |
| 1966 | 1.825            |
| 1971 | 1.849            |
| 1976 | 1.859            |
| 1981 | 1.648            |
| 1986 | 1.455            |
| 1991 | 1.390            |
| 1996 | 1.176            |
| 2001 | 1.118            |
| 2006 | 982              |
| 2011 | 715              |